# 서부뛰는쥐
서부뛰는쥐(Zapus princeps)는 뛰는쥐과에 속하는 설치류의 일종이다. 캐나다와 미국에서 발견된다. 서부뛰는쥐는 플라이스토세 동안에 블랑카 후기로 알려져 있는 화석종 Zapus burti으로부터 진화한 것으로 추정된다. 근연종은 태평양뛰는쥐로 추정되며, 아직 교배가 가능하며 풍부한 종을 생산해 낼 수 있다.